# Linzer Landhaus

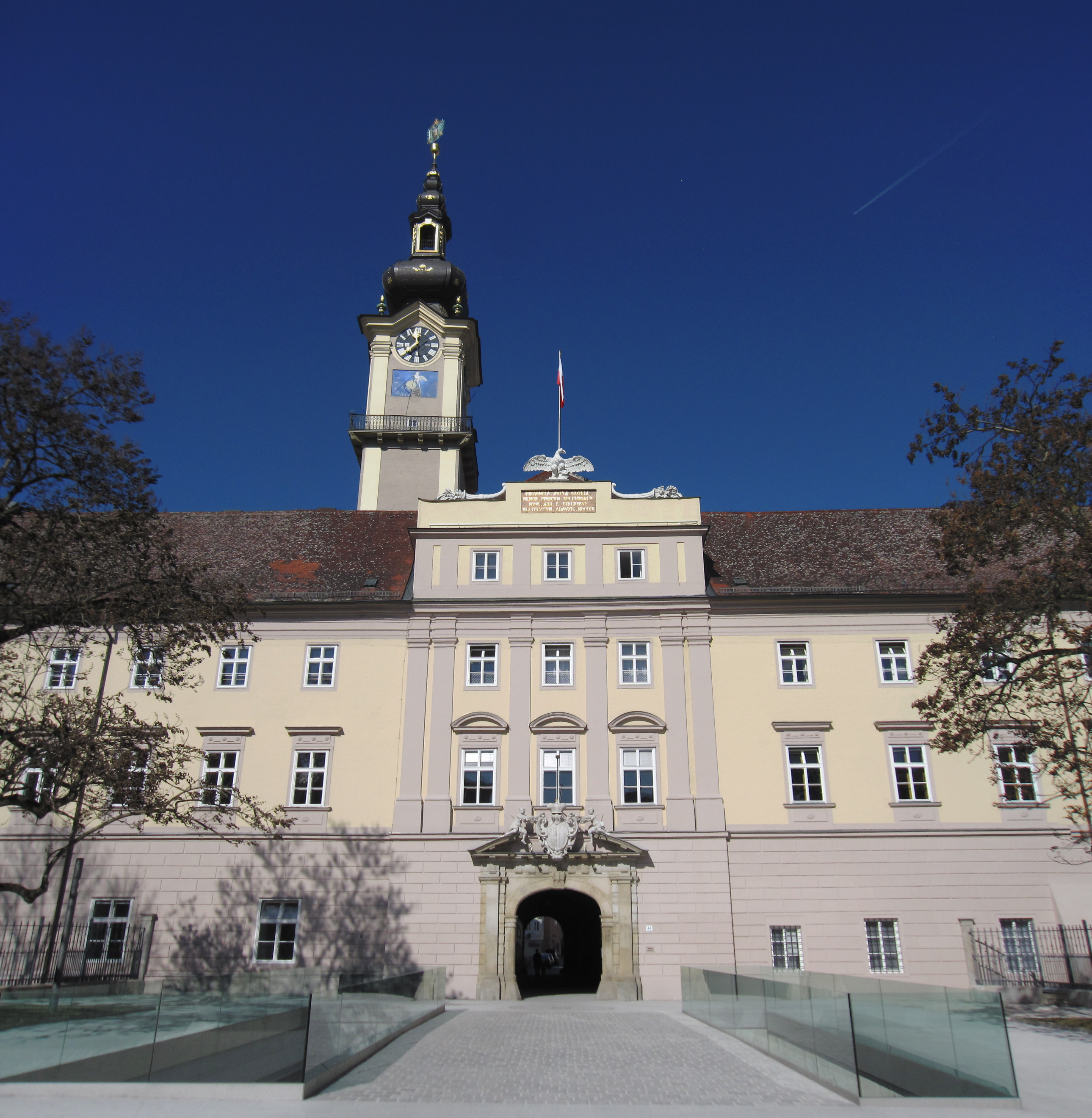
Linzer Landhaus (2011)

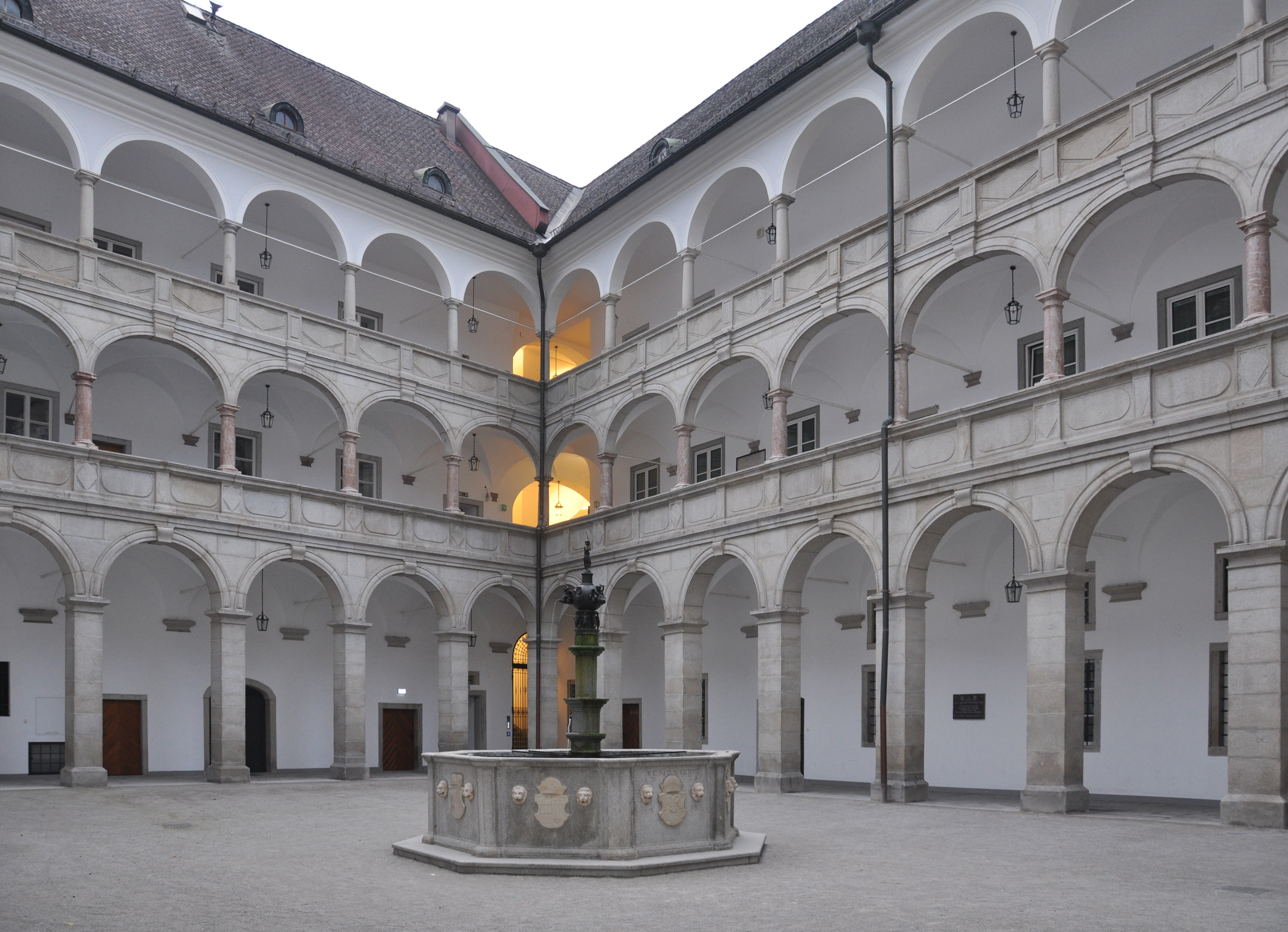
Innenhof

Das Linzer Landhaus ist ein zwischen 1568 und 1658 in mehreren Baustufen erbautes Gebäude in der oberösterreichischen Landeshauptstadt Linz und fungiert heute als Sitz des Oberösterreichischen Landtages.

## Geschichte
Der Baugrund wurde 1563 von den oberösterreichischen Landständen erworben. Zu diesem Zeitpunkt stand das alte Minoritenkloster in der Klosterstraße darauf, und sie ließen den größten Teil des ursprünglichen Gebäudes abreißen. Architekt und Baumeister des Amts- und Tagungsgebäudes der Stände war Christoph Canevale bzw. Canaval sowie Hans Canaval. Als Steinmetz waren Caspar Toretto und Peter Guet am Werk. Weitere am Bau tätige Handwerker und Baumeister sind nicht (mehr) bekannt. Auf ihm befand sich ein Kreuzgang eines Minoritenklosters. Von diesem Kloster ist heute noch die Minoritenkirche erhalten.
Der Landhausturm wurde 1568 als Treppenturm errichtet, von Baumeister Spaz 1637 erhöht, erhielt im Jahr 1801 einen barocken Kupferhelm.

Die Sgraffitodarstellungen in den vier Feldern der Sonnenuhr unterhalb der Zifferblätter der Turmuhr stammen von Fritz Fröhlich.
Im 16. Jahrhundert entwickelte sich das Gebäude zum Mittelpunkt des wirtschaftlichen und kulturellen Lebens dieses Bundeslandes. Hier wurde von 1574 bis 1629 die protestantische Landschaftsschule untergebracht, und in dieser Zeit kamen viele berühmte Wissenschaftler, unter ihnen Johannes Kepler, der an der untergebrachten Schule 14 Jahre lang unterrichtete und die wundervolle, später abgebrannte, Bibliothek lobte. Im Jahr 1626 erhoben sich die Bauern unter Führung von Stefan Fadinger, und das Landhaus wurde erfolglos belagert. Als einige Jahre später die Gegenreformation siegte, brachte dies den Machtverlust der protestantischen Stände, und die Schule war gezwungen zu schließen.
Das Aussehen des Renaissance-Gebäudes wurde in der Folge von Künstlern des Barocks und des Rokokos geprägt, wobei jedoch der Großteil der architektonischen Glanzstücke vom Großbrand im Jahr 1800, der vom Linzer Schloss ausging, vernichtet wurde. Ein Teil des Landhauses wurde schwer beschädigt, Bibliothek, Archiv und Gemäldegalerie vernichtet. Das Gebäude wurde nach Plänen von Ferdinand Mayr wiedererrichtet und erhielt klassizistische Fassaden. Der Wiederaufbau war 1802 abgeschlossen. Stadtgraben mit Befestigungswall und Stadtmauer wurden nun entfernt und die auch heute noch existierende Promenade angelegt, wodurch ein Erholungsraum für die Linzer zum Spazierengehen entstand. Die Bauzeit betrug rund zwei Jahre.
Seit 1861 ist das Linzer Landhaus Sitz des Oberösterreichischen Landtages, der in diesem Jahr zum ersten Mal gewählt wurde. Durch Einreißen der Decke des ständischen Ratszimmers schuf Stadtbaumeister Johann Metz einen hohen, repräsentativen Sitzungssaal, in den an 3 Seiten eine Galerie eingebaut wurde. Der Saal der Volksvertretung wurde vom akademischen Maler Ferdinand Scheck in Stil des Neorokoko ausgestattet.
Im Zuge der Vorbereitungen zum Linzer Kulturhauptstadtjahr erfolgte von Sommer 2006 bis Mai 2009 eine umfassende Sanierung nach Planungsarbeiten des Linzer Architekten- und Designerteams Radler-Kowatsch-Stiper. Für die Sanierung und die Neugestaltung des Landhausparks wurden insgesamt 11,8 Millionen Euro aufgewendet. Seitdem befindet sich im Eingangsbereich des Gebäudes das neue Bürgerservice-Center, wo Anträge entgegengenommen werden und den Bürgern bei deren Ausfüllen geholfen wird. Weiters werden Bürgerbegutachtungen von Gesetzen hier gesammelt und weitergeleitet.

## Beschreibung

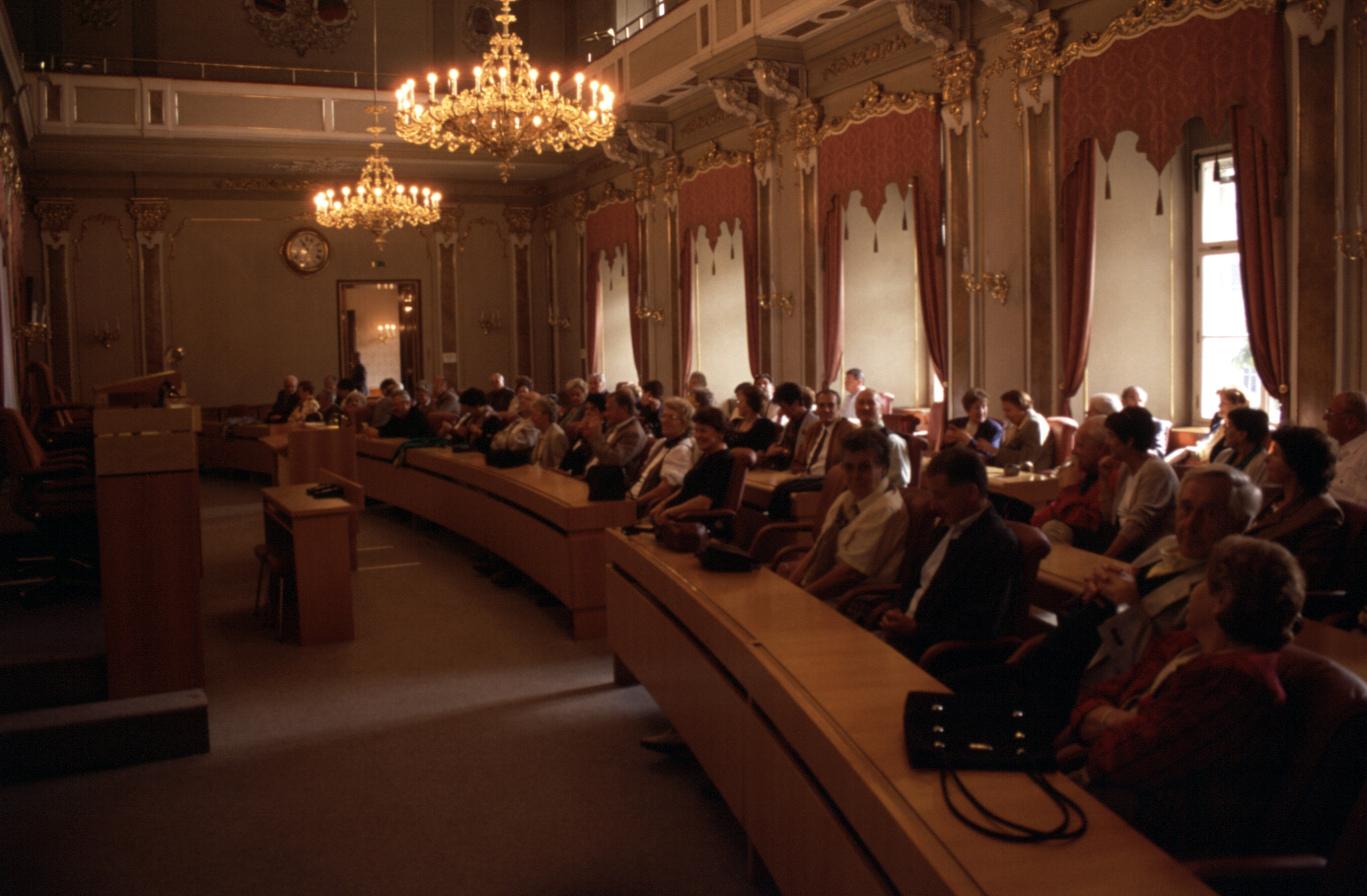
Landtagssaal mit Besuchern auf den Abgeordnetensesseln (1999)

### Gebäude
Der Landhauskomplex besteht aus drei Innenhöfen sowie einer Tordurchfahrt, welche die Promenade mit der Klostergasse verbindet.
Von der seit 2009 für jeden Verkehr gesperrten Landhausdurchfahrt gelangt man in den Renaissance-Arkadenhof. Er hat in seiner Mitte einen wappengeschmückten Planetenbrunnen, auf dessen Mittelsäule die sieben personifizierten Planetenfiguren des ptolemäischen Systems dargestellt sind. Im Arkadenhof des Landhauses finden im Sommer klassische Konzerte unter freiem Himmel statt.
Der Landhausturm mit reich gegliedertem Helm befindet sich an der östlichen Arkadenhofseite und überragt das gesamte Gebäudeensemble.
Über der Landhausdurchfahrt liegt der repräsentative „Steinerne Saal“, der sich – mit Ausnahme einer baulichen Verkürzung nach dem Brand von 1800 – in ursprünglicher Gestalt und Schönheit erhalten hat. Der historische Versammlungsraum der Landstände ist mit kraftvollen Wandpfeilern aus rotem Marmor bestückt, weshalb er manchmal auch als „Marmorsaal“ bezeichnet wird.
Im Obergeschoß der Südseite reihen sich Landtagssitzungsaal, Brauner Saal, Blaues Zimmer, Kleines Klubzimmer, Galeriezimmer, Elisabethzimmer, Grünes Zimmer und Regierungssitzungszimmer aneinander.

### Portale
Das prunkvolle Nordportal aus rotem und teilweise bunt bemalten Marmor zählt zu den bedeutendsten Renaissance-Portalen in Österreich. Es wurde in den Jahren 1565/1566 erbaut und hatte wohl das rund zehn Jahre zuvor vollendete Schweizer Tor der Wiener Hofburg als Vorbild. Auf der Fensterbrüstung sind die Wappen von Österreich unter der Enns, Österreich ob der Enns und der Bindenschild angebracht.
Das barocke Südtor mit dem steinernen Landeswappen kontrastiert die relativ schmucklose Fassade im Empirestil. Die lateinische Inschrift über dem dritten Obergeschoß erinnert an den Wiederaufbau der durch den Stadtbrand von 1800 zerstörten Gebäudeteile.
Nord- und Südtor sind durch die Landhausdurchfahrt verbunden, einem imposanten Tonnengewölbe auf breiten Granitpfeilern.

## Umgebung

### Promenade
Das Landhaus wird im Westen und Süden von Park- und Gartenanlagen entlang der Promenade malerisch umrahmt. Dort befinden sich auch die Fadingersäule, das Hessendenkmal und das Denkmal für den Landesdichter Adalbert Stifter. 

### Glockenring
Vor dem Südportal befindet sich ein in den Boden eingelassener Metallring. Der Durchmesser dieses Ringes beträgt 3,14 Meter. Dieser Metallring und eine Metalltafel mit Inschrift  erinnern an die Pummerin, die 1951 in der Glockengießerei St. Florian in Oberösterreich gegossen und vor dem Landhaus an dieser Stelle im Jahr 1952 abgestellt wurde, bevor sie im Wiener Stephansdom ihren Bestimmungsort fand. Zur Erinnerung an dieses Ereignis wurde im Jahr 1956 der Glockenring samt Inschrift angebracht.

### Steinbogenbrücke
In den Jahren 2007 bis 2009 wurden vor dem Linzer Landhaus im Zuge der Errichtung zur Tiefgarage an der Promenade vom österreichischen Bundesdenkmalamt umfangreiche Rettungsgrabungen durchgeführt. Dabei wurden nicht nur römerzeitliche Funde aus dem antiken Kastell Lentia sowie Reste eines mittelalterlichen Friedhofs und eines ehemaligen Minoritenklosters gefunden, sondern im Mai 2007 auch eine komplette Steinbrücke aus der Barockzeit ausgegraben. Die Brücke war seit dem Frühjahr 1801 im Erdreich des zugeschütteten ehemaligen Stadtgrabens verborgen gewesen und ist seit 2009 wieder frei sichtbar.
Die aus dem 18. Jahrhundert stammende Brücke führte vom Südtor des Landhauses über den ehemaligen Stadtgraben und verband einst das Landhaus mit der südlichen Vorstadt. Der Durchbruch eines Tores in die südliche Vorstadt, den die Stände bereits 1570 erbaten, wurde ihnen lange Zeit aus verteidigungstechnischen Gründen verweigert. 1632 war erstmals eine Holzbrücke über den Stadtgraben an der südlichen Landhausfront gebaut worden. Als das Südportal im Jahr 1769 neu gestaltet wurde, wurde diese durch eine neue, repräsentative Brücke von 15 Meter Länge und 6 Meter Breite ersetzt. Untersuchungen ergaben, dass der Verputz der Brücke ursprünglich aus dünnem Kalkmörtel bestand und die Steingewände der Bögen weiß geschlämmt waren. Der Stadtbrand im Jahr 1800, der vom Linzer Schloss seinen Ausgang nahm und den Südflügel zerstörte, griff auf das Landhaus über und zerstörte dieses teilweise. Daraufhin wurden Süd-, Ostfassade des Landhauses neugestaltet und die Stadtbefestigung an dieser Stelle geschleift sowie der Stadtgraben mit dem Brandschutt zugeschüttet und darüber die Promenade als Park angelegt.

## Galerie

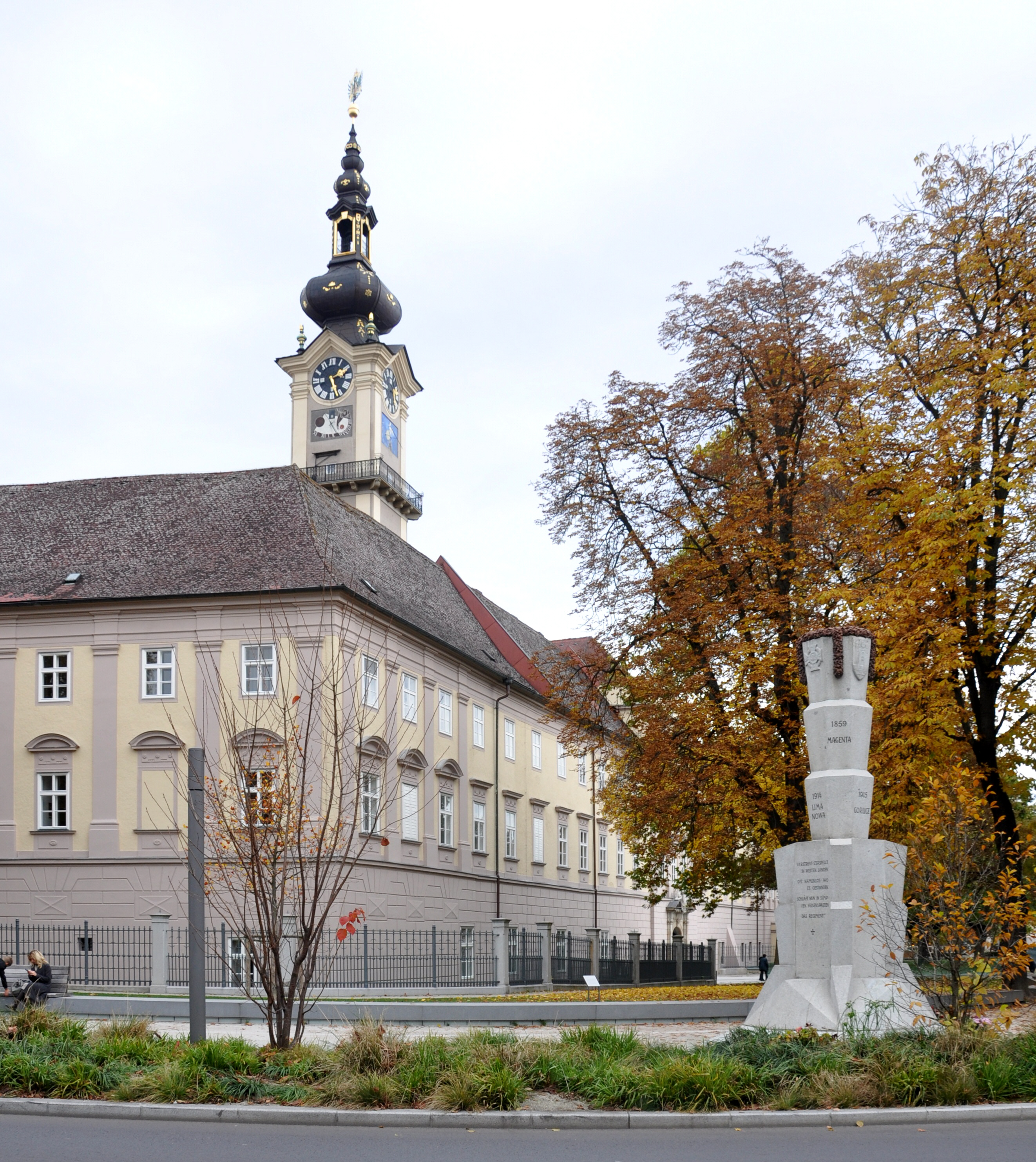
Blick von der Promenade, rechts das Hessendenkmal
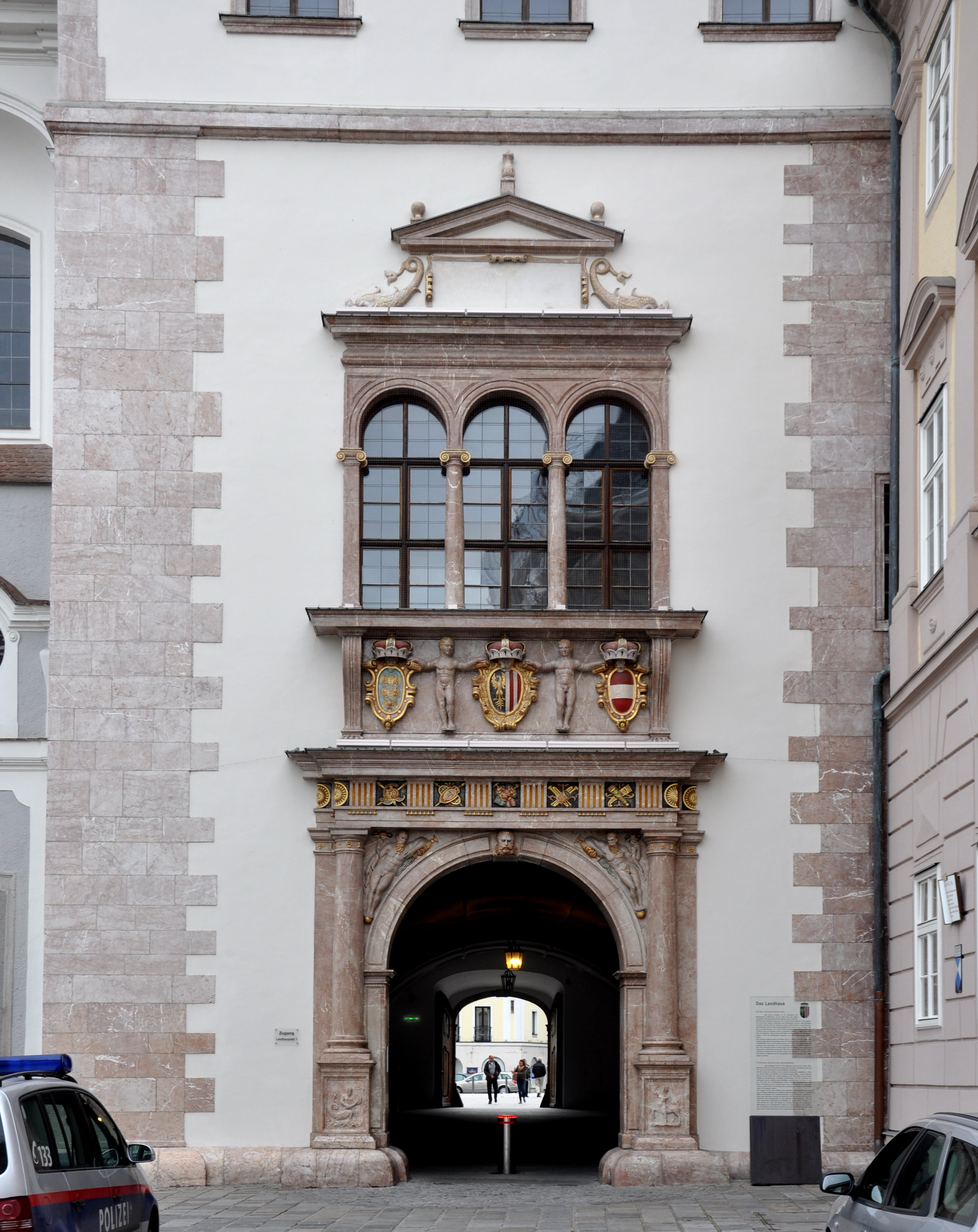
Durchgang von der Klostergasse
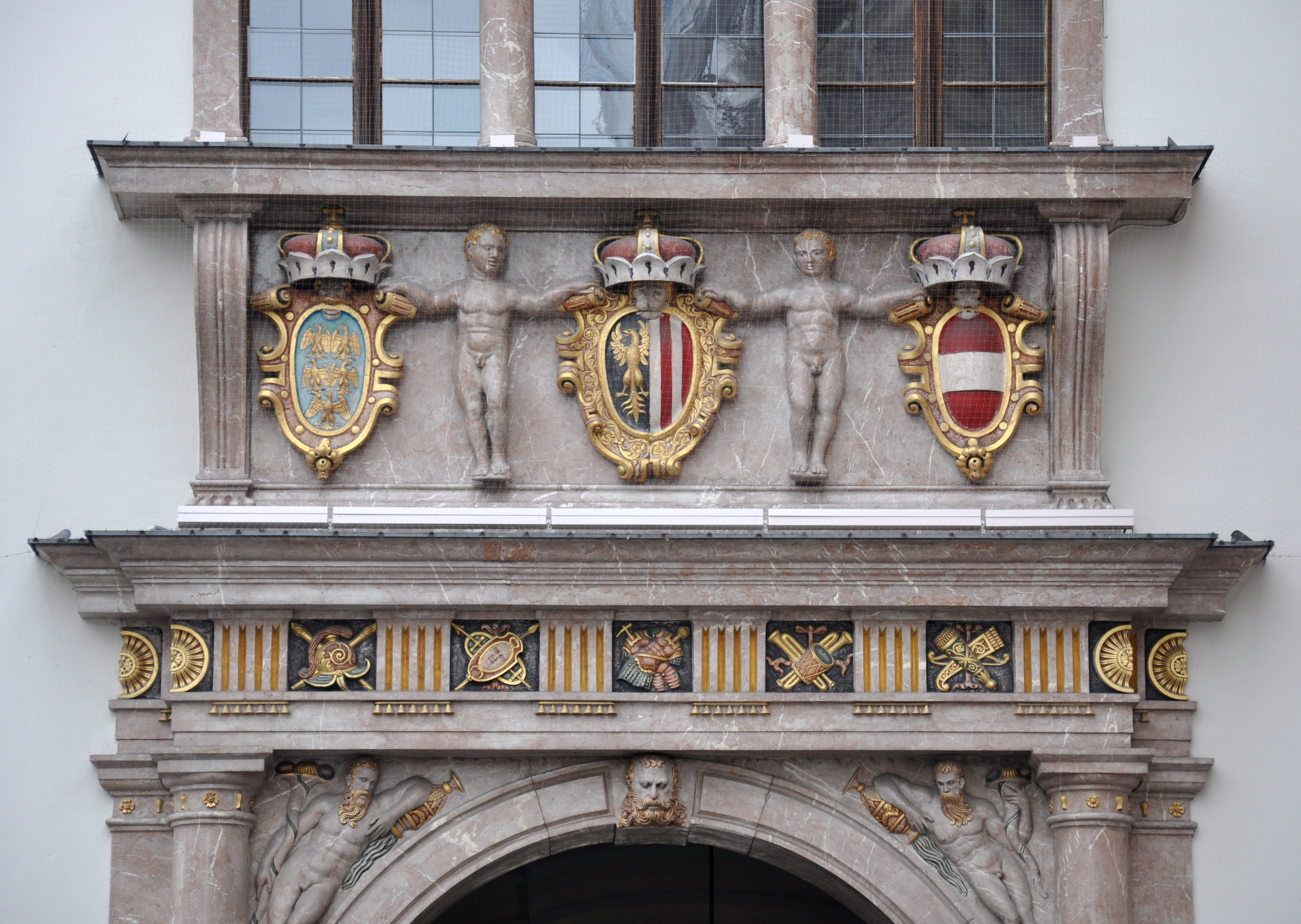
Details: Wappen über dem Durchgang
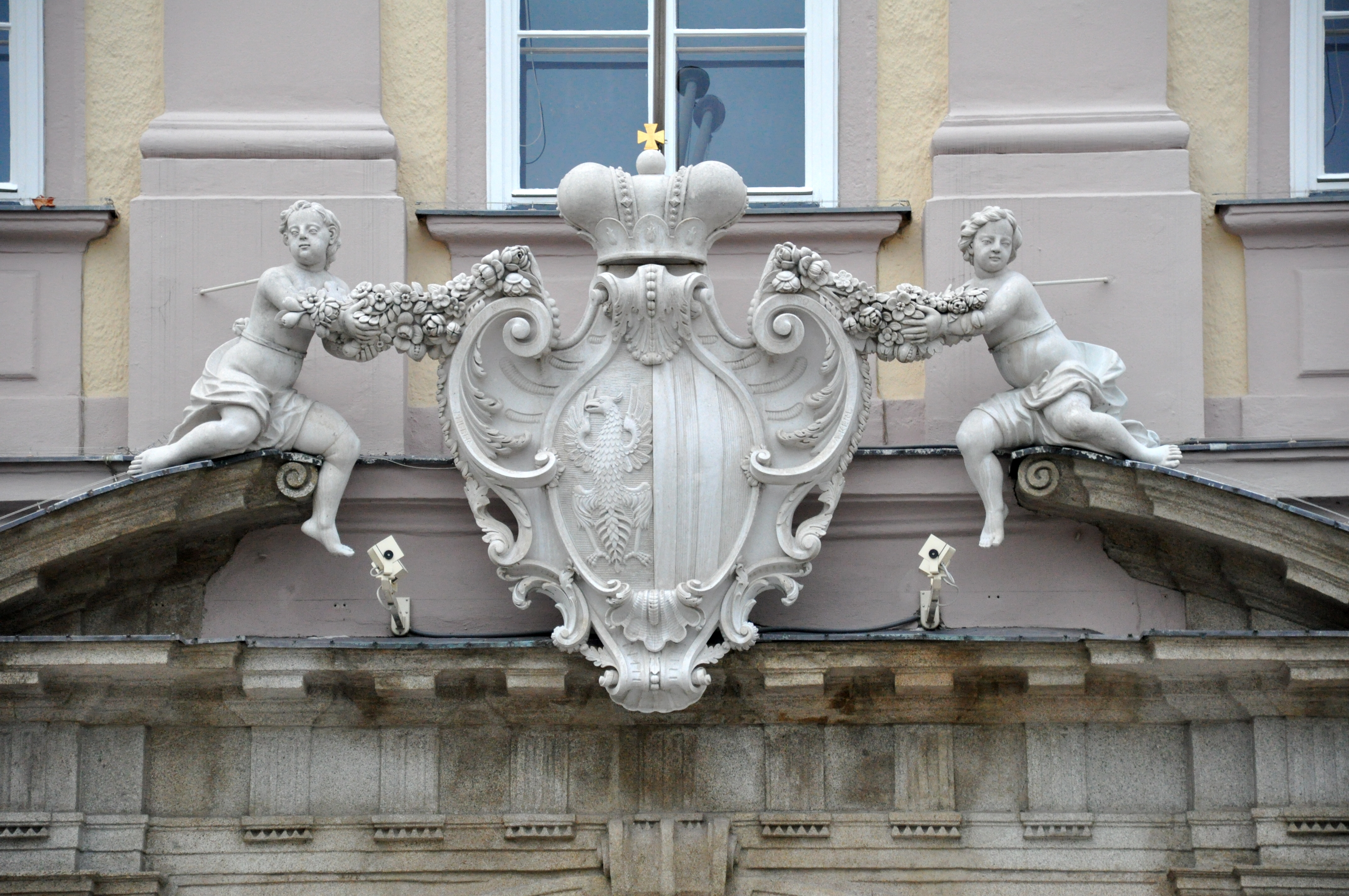
Südportal Promenade 24, Wappen von Oberösterreich
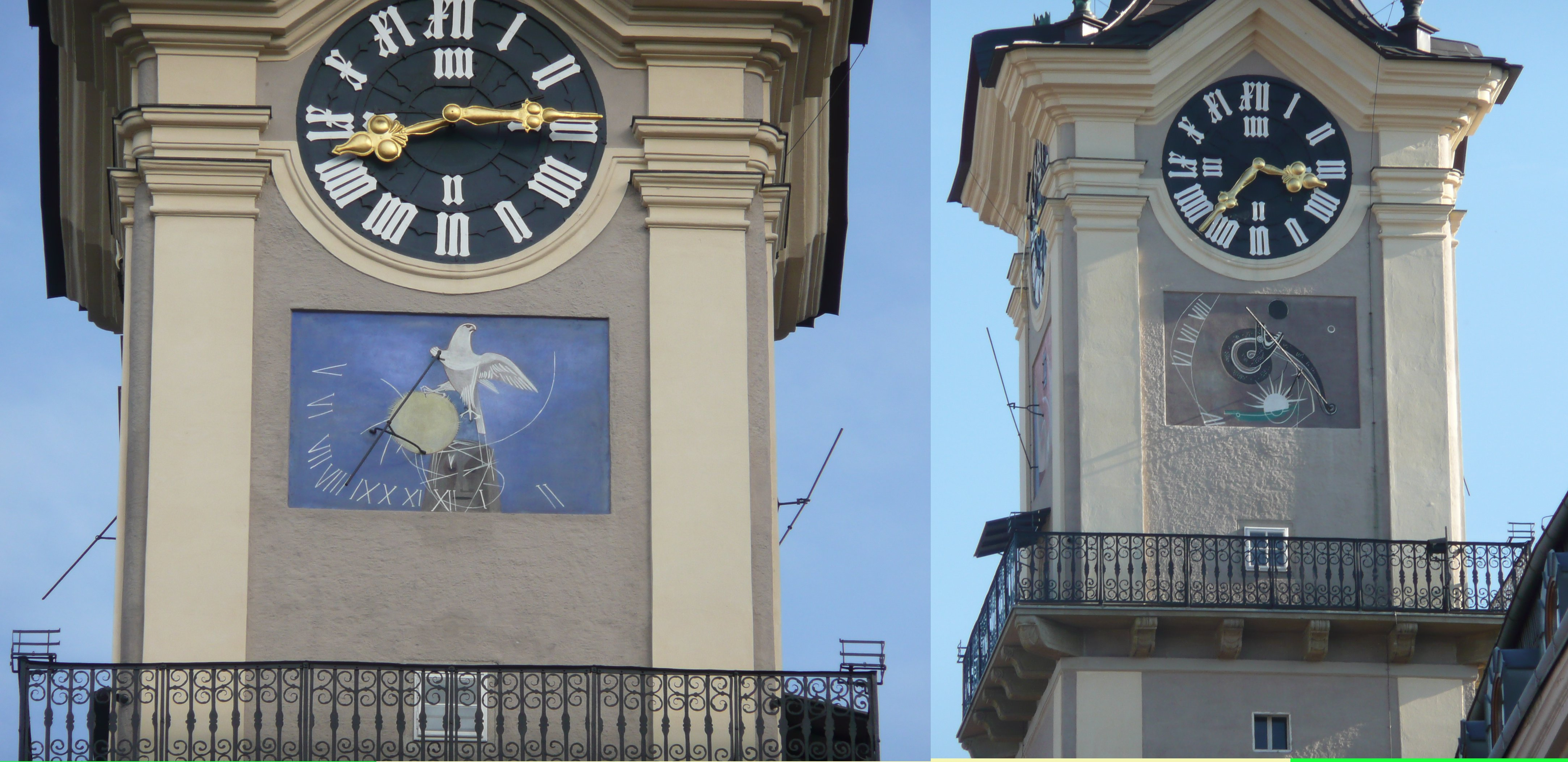
Sgraffitodarstellung der Sonnenuhr des Landhausturmes
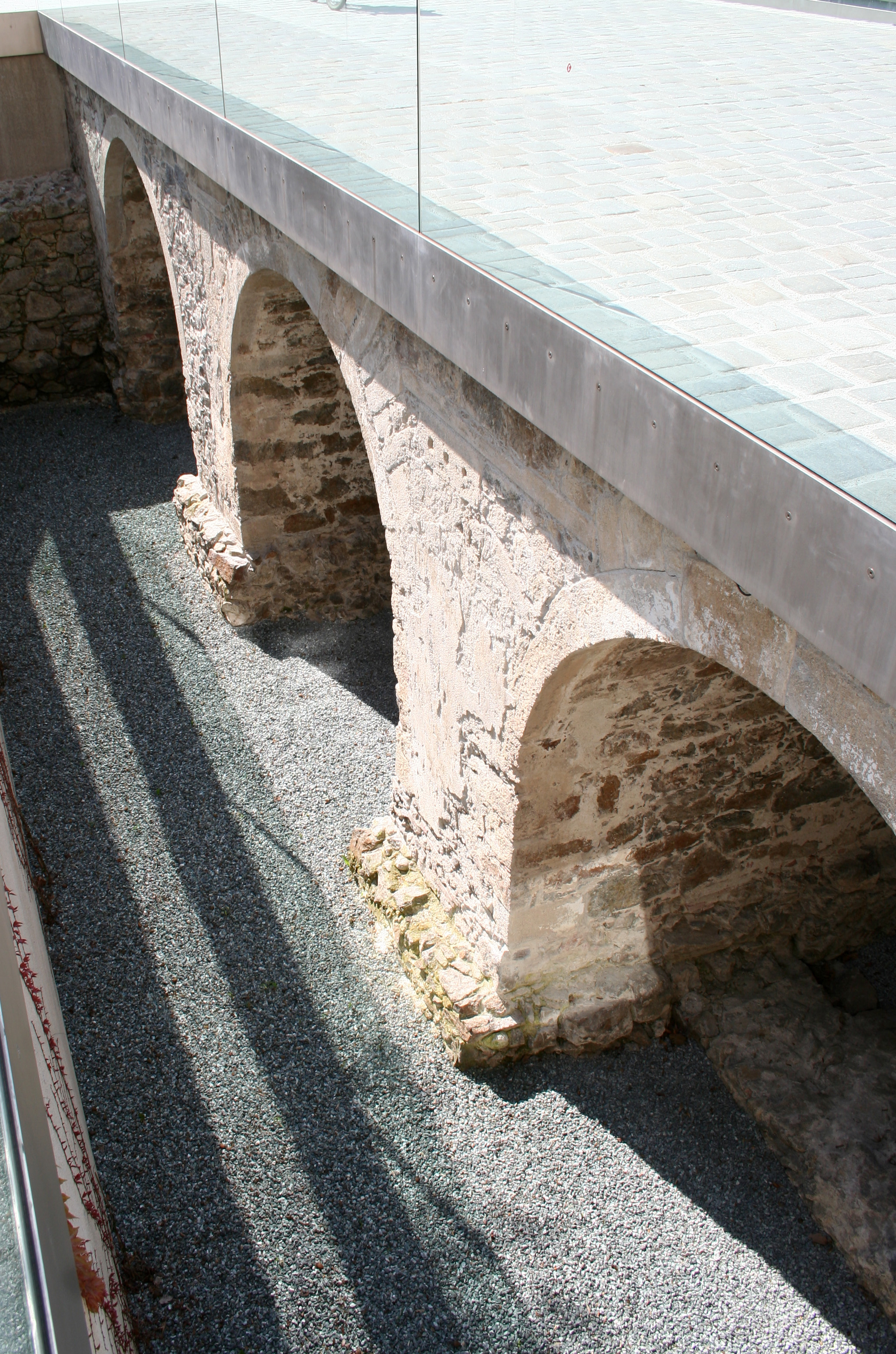
Die restaurierte Steinbogenbrücke (2010)
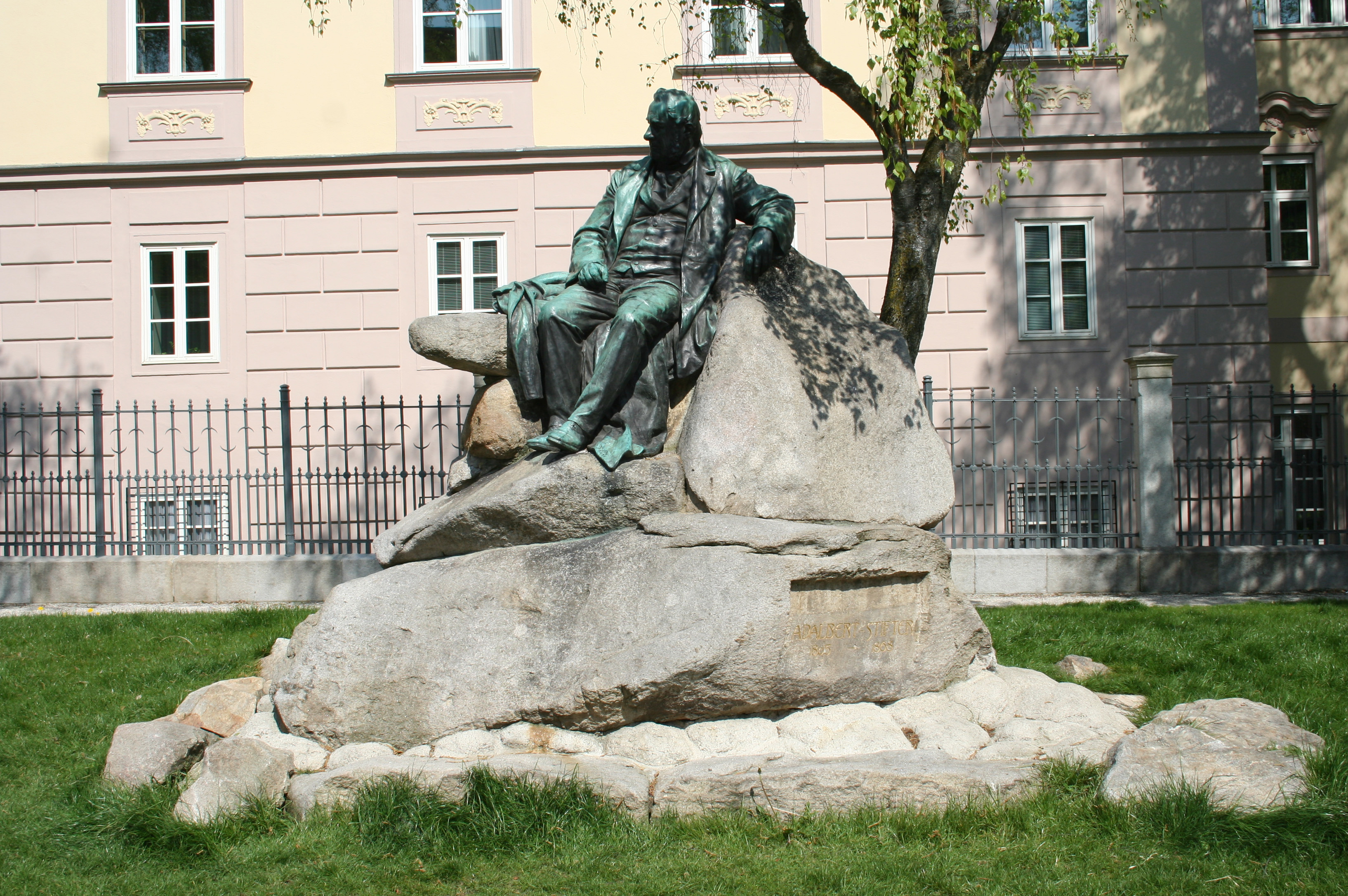
Adalbert-Stifter-Denkmal an der Promenade